# Hunfred Schoeters
Hunfred Emiel Leo Albert Schoeters (Sint-Niklaas, 6 mei 1941) is een Belgisch voormalig politicus voor de SP en diens opvolger sp.a. Hij was burgemeester van Sint-Niklaas.

## Levensloop
Schoeters is licentiaat in de natuurkunde en licenciaat en doctor in de moraalwetenschappen. Hij was leraar en daarna schooldirecteur.
Hij was van 1977 tot 2006 gemeenteraadslid, van 1989 tot 1994 en van 2001 tot 2006 schepen van Sint-Niklaas. Van 1992 tot 1994 was hij tijdens het ministerschap van Freddy Willockx waarnemend burgemeester. Van juli tot december 1994 was hij effectief burgemeester van Sint-Niklaas, nadat Freddy Willockx ontslag had genomen om in het Europees Parlement te zetelen. 
Hij zetelde van 1995 tot 1999 voor de SP in de Kamer van volksvertegenwoordigers, als verkozene voor kiesarrondissement Dendermonde-Sint-Niklaas. Hij vervulde ook talrijke kabinetsfuncties als adviseur, adjunct-kabinetschef en kabinetschef.

## Publicatie
- Een nieuwe en verruimde basis voor een deontologische logica, Gent, 1969.